# Sugrames
Sugrames — род жесткокрылых семейства пластинчатоусых, подсемейства афодиинов. Ранее рассматривался как подрод рода Aphodius.

## Описание
Коготки очень тонкие, щетинковидные. Голова в зёрнышках, наличник спереди с двумя острыми с двумя острыми зубчиками, предглазные лопасти сильно выступают вперёд, ушковидные. Задние голени сильно расширены. Переднеспинка на переднем крае с выемкой.

## Систематика
В составе рода:
- вид: Sugrames auriculatus Reitter, 1892
- вид: Sugrames capensis Endrödi, 1983
- вид: Sugrames hauseri Reitter, 1894